# 菲利奧皮利
49°34′54″N 28°2′41″E / 49.58167°N 28.04472°E
菲利奧皮利（烏克蘭語：Філіопіль），是烏克蘭的村落，位於該國西南部文尼察州，由赫梅利尼克區負責管轄，面積1.5平方公里，海拔高度268米，2001年人口468，人口密度每平方公里312人。